# چندشکلی (بلورشناسی)
چندریختی یا پلی‌مورفیسم وجود یک ماده در بیش از یک فرم بلوری است. این فرم‌های مختلف مواد را پلی‌مورف‌های آنها می‌نامند.
https://en.wikipedia.org/wiki/Polymorphism_(materials_science)
مثلآ HgI۲ هم فرم چهارگوشهٔ قرمز رنگ دارد و هم فرم مکعب مستطیلی زرد رنگ.
چندریختی در عنصرها آلوتروپی خوانده می‌شود.